# Mara-do
Mara-do (kor. 마라도) − wyspa położona w Cieśninie Koreańskiej, w Korei Południowej, około 8 km na południe od wybrzeży Wyspy Czedżu. Zajmuje powierzchnię 0,3 km² i jest najbardziej wysuniętym na południe punktem Korei Południowej. Od roku 2000 wyspa znajduje się na obszarze rezerwatu przyrody o powierzchni 6,86 km².